# كينجي غوتو

كينجي غوتو في سوريا عقد 2010

كينجي غوتو (باليابانية: 後藤 健二، بالروماجي: Kenji Goto) من مواليد 1967، وأعدم بتاريخ 31 يناير 2015م، وهو صحافي ياباني، قام بتغطية الحروب والصراعات وموضوع اللاجئين ومرض الإيدز وقضية الفقر. تحول غوتو إلى المسيحية في عام 1997، وكان عضوًا في كنيسة المسيح المتحدة في اليابان.

## الذهاب إلى سوريا
وصل كينجي إلى سوريا عن طريق الحدود التركية في شهر أكتوبر عام 2014م، وقام جماعة الدولة الإسلامية في العراق والشام (داعش) بخطفه بتاريخ 20 يناير عام 2015م، وتم إعدامه على يد عضو الجماعة جون الجهادي بتاريخ 31 يناير 2015م.